# 28 prairial
28 floréal 28 messidor
L'octidi 28 prairial, officiellement dénommé jour du thym, est le 268e jour de l'année du calendrier républicain.
C'était généralement le 16e jour du mois de juin dans le calendrier grégorien.